# Parafia Najświętszej Maryi Panny Królowej Polski w Świniarach
Parafia Najświętszej Maryi Panny Królowej Polski w Świniarach – jest jedną z 11 parafii leżącą w granicach dekanatu kłeckiego. Erygowana w 1968 roku.

## Dokumenty
Księgi metrykalne: 
- ochrzczonych od 1968 roku
- małżeństw od 1968 roku
- zmarłych od 1968 roku